# Leptogium decipiens
Leptogium decipiens är en lavart som beskrevs av P. M. Jørg. Leptogium decipiens ingår i släktet Leptogium och familjen Collemataceae.   Inga underarter finns listade i Catalogue of Life.